# 奈良原岳
奈良原岳（ならはらだけ）は、沖縄県石垣市の尖閣諸島・魚釣島にある山。標高は362メートルで、魚釣島の最高峰である。
島の南岸近くのやや西寄りに位置する。山名は、1900年（明治33年）にこの島を地質調査に訪れた黒岩恒によって、当時の沖縄県知事奈良原繁に因んで名づけられた。
2012年8月19日に日本人10名が魚釣島に上陸し、この山の山頂付近に日章旗を掲揚した。